# 卡梅拉斯
卡梅拉斯（法語：Camélas，法語發音：[kamelas] ⓘ）是法国东比利牛斯省的一个市镇，属于佩皮尼昂区。

## 地理
卡梅拉斯（42°39'5"N, 2°42'17"E）面积12.72 平方千米，位于法国奧克西塔尼大區东比利牛斯省，该省份为法国大陆部分最南部的省份，涵盖了北加泰罗尼亚，北起奥德省，西接阿列日省和安道尔，南与西班牙接壤，东临地中海。
与卡梅拉斯接壤的市镇（或旧市镇、城区）包括：科贝尔莱卡巴讷、米亚斯、圣费利于达蒙、卡斯泰尔努、卡沙斯、科贝尔。
卡梅拉斯的时区为UTC+01:00、UTC+02:00（夏令时）。

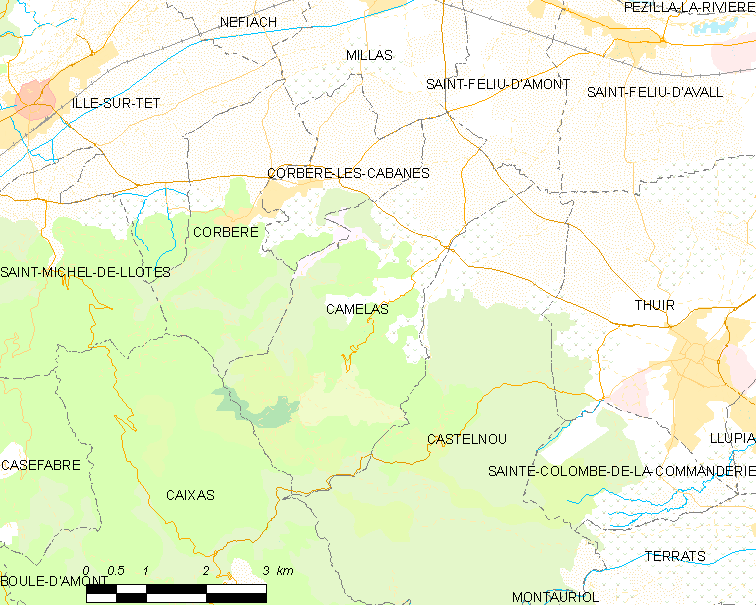
卡梅拉斯的OSM定位图

## 行政
卡梅拉斯的邮政编码为66300，INSEE市镇编码为66033。

## 政治
卡梅拉斯所属的省级选区为莱萨斯普尔县。

## 人口

1962-2008年间卡梅拉斯人口变化图示

卡梅拉斯于2022年1月1日时的人口数量为463人。